# Equisetum pratense
Equisetum pratense (cua de cavall de prat, equiset de prat) és una planta vascular sense llavors de la família Equisetaceae. Viu a Euràsia i Nord-amèrica.

## Sinònims
Alguns sinònims són:
- Equisetum umbrosum J.G.F.Mey. ex Willd. 1809
- Equisetum ehrhartii G.Mey.
- Equisetum drummondii Hook. 1830
- Equisetum amphibolium Retz. & Sandmark
- Allostelites pratense (Ehrh.) Börner